# Deevani
Adalgisa Inés Rooney Saldaña (Dajabón, 30 de septiembre de 1975), y más conocida por su nombre artístico Deevani, es una cantante y compositora dominicana. Es conocida por su voz Hindi en las canciones "Mírame", con Daddy Yankee, y "Flow Natural" de Tito el Bambino y Beenie Man. También apareció en la canción "Bailando" con Johnny Prez y 'Que Buena Tu Ta' con Fuego así como "Me Fallaste" con El Roockie.

## Biografía
Deevani nació en la República Dominicana en 1975, pero se crio en Carolina, Puerto Rico. Después de obtener un MBA en Finanzas, se le preguntó por su hermano menor, Francisco Saldaña de Luny Tunes, para trabajar para su compañía Mas Flow Inc.
Su primer marido es de Bangladés, y a través de él descubrió el mundo de la música y las películas de Bollywood. También estudió el hindi y otros idiomas de la India. Le gusta la música Bhangra y su nombre artístico significa "Chica Loca". Está casada con su segundo marido David Rooney de ascendencia irlandesa y escocesa. Es madre de tres hijos de su primer matrimonio y cuya identidad protege celosamente de los medios de comunicación e internet.
Deevani es una políglota que habla al menos 11 lenguas de las que puede leer y escribir 7. Siempre está intentando aprender nuevos idiomas. Además, le gusta enseñar a los demás y está terminando su tesis como candidato a ganar su doctorado en Negocios Internacionales.
Actualmente Deevani ya no es un ejecutivo activo de Mas Flow Inc., con el fin de dedicar más tiempo a sus hijos, pero todavía está en favor de su hermano Francisco Saldaña y continúa escribiendo canciones para Mas Flow Inc., así como otros artistas.